# Anta von Paranhos

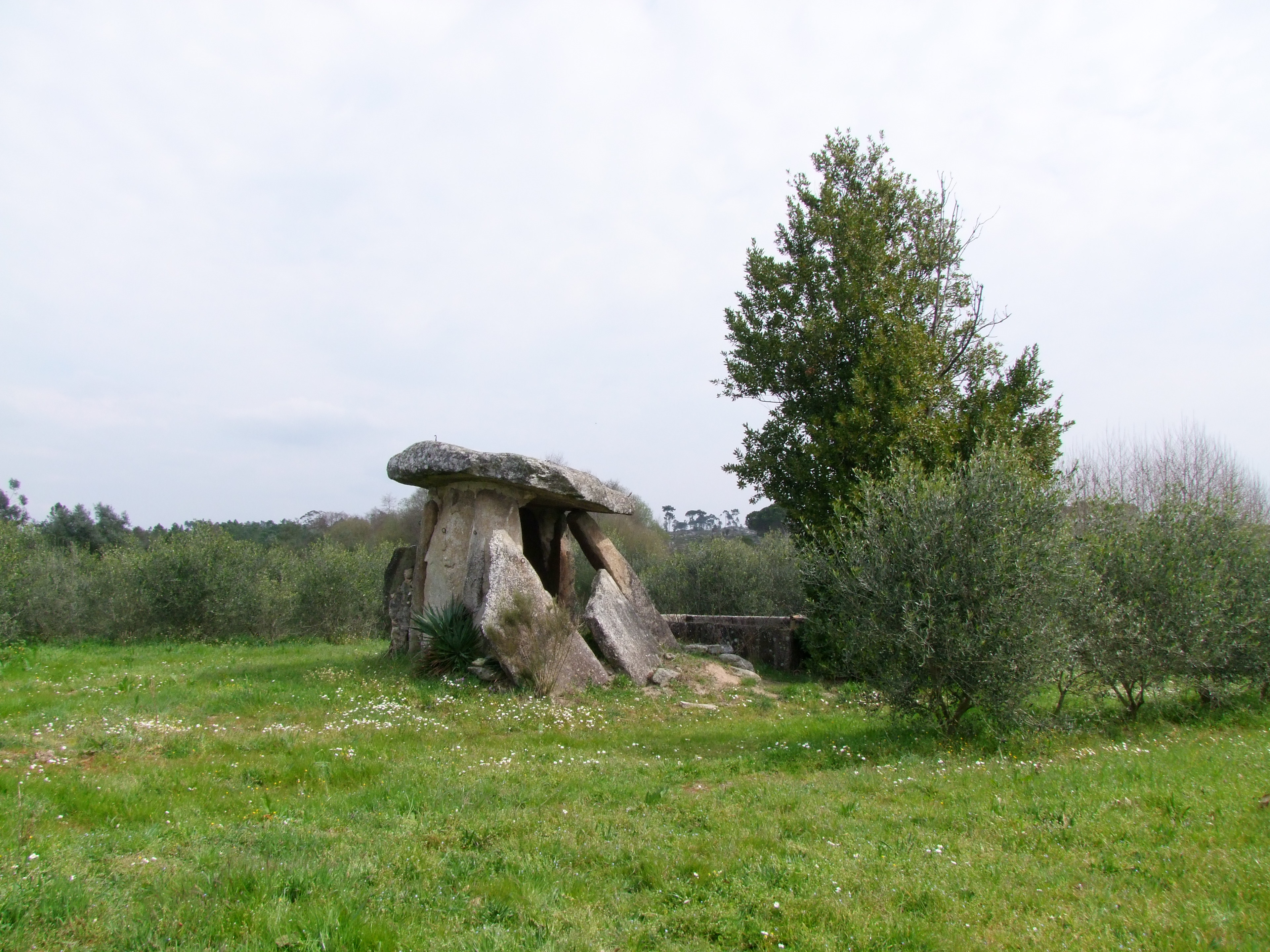
Anta von Paranhos

Die kleine Anta von Paranhos (auch Anta do Carvalhal genannt) liegt unter einer Stromleitung in der Nähe der Nationalstraße N231 beim Weiler Carvahal da Loica,  in Paranhos im Distrikt Guarda in Portugal. Anta ist die portugiesische Bezeichnung für etwa 5000 Megalithanlagen oder Dolmen, die während des Neolithikums im Westen der Iberischen Halbinsel von den Nachfolgern der Cardial- oder Impressokultur errichtet wurden.
Wie viele portugiesische Dolmen besteht sie aus Tragsteinen, die mit einem einzigen Deckstein bedeckt sind. Spuren von rotem Ocker und eine Zeichnung eines Tieres wurden 1985 bekannt. Der fragile Dolmen wurde mit Betonteilen ergänzt und mit Stahlstangen stabilisiert.
In der Nähe liegt der Dolmen Orca do Folhadal.